# Cynanchum ligulatum
Cynanchum ligulatum là một loài thực vật có hoa trong họ La bố ma. Loài này được (Benth.) Woodson mô tả khoa học đầu tiên năm 1941.